# Jana Alexejewna Kudrjawzewa
Jana Alexejewna Kudrjawzewa (russisch Я́на Алексе́евна Кудря́вцева; * 30. September 1997 in Moskau) ist eine russische rhythmische Sportgymnastin. Zu ihren größten Erfolgen gehören drei Goldmedaillen bei den Europameisterschaften und ebenfalls drei Goldmedaillen bei den Weltmeisterschaften der Rhythmischen Sportgymnastik 2013.

## Sportliche Laufbahn
Jana Kudrjawzewa betrieb die Sportgymnastik bereits seit ihrer Zeit als kleines Mädchen und wurde zehnjährig für das Junioren-Nationalteam Russlands entdeckt. 2011 gewann sie mit dem World-Cup in Pesaro erstmals einen international bedeutenden Junioren-Wettkampf und errang 2012 bei der Junioren-Europameisterschaft zwei Goldmedaillen. 2013 fuhr sie eigentlich nur als Ersatz für eine andere Gymnastin auf ihre erste EM außerhalb des Jugend-Bereichs und gewann prompt die Konkurrenzen in Ball und Keulen.
Seitdem wurde sie, obwohl gerade erst im Alter für die Teilnahme an Seniorinnen-Wettkämpfen, bereits zur internationalen Spitze des Gymnastiksports gezählt. Ihr größter Triumph waren noch 2013 drei Goldmedaillen bei der Weltmeisterschaft in Minsk. Auch den Grand-Prix-Wettbewerb in Sankt Petersburg konnte sie im gleichen Jahr für sich am Ball entscheiden. Gelobt wird Jana Kudrjawzewa insbesondere für ihren Ausdruck und die scheinbare Leichtigkeit der technischen Ausführung. Bei den Weltmeisterschaften 2014 gewann sie fünfmal Gold. Auch bei den Weltmeisterschaften 2015 in Stuttgart wurde sie fünfmal Weltmeisterin.
Bei den Olympischen Spielen in Rio 2016 wurde sie Zweite hinter Margarita Mamun. In der Gesamtwertung erreichte sie 75,608 Punkte.
Im November desselben Jahres beendete die damals 19-Jährige ihre Karriere aufgrund der Folgen einer Operation am Knie.

## Auszeichnungen
- 2015 – 2. Rang Piotr-Nurowski-Preis[3]